# Pennantia baylisiana
Pennantia baylisiana là một loài thực vật thuộc họ Pennantiaceae (Icacinaceae theo phân loại cũ). Đây là loài đặc hữu của quần đảo Three Kings, New Zealand, nơi chỉ có một cá thể duy nhất được biết tới. Chúng hiện đang bị đe dọa vì mất môi trường sống. Sách kỷ lục Guinness đã xếp Pennantia baylisiana là một trong những loài thực vật hiếm hoi nhất của thế giới. Cây này mọc trong tự nhiên trên sườn núi đá dăm ở mặt phía bắc của Đảo Great thuộc quần đảo Three Kings ngoài khơi Cape Reinga, New Zealand. Nó được Giáo sư Geoff Baylis của Đại học Otago phát hiện vào năm 1945.